# Cabera heveraria
Cabera heveraria là một loài bướm đêm trong họ Geometridae.